# Частная жалоба
Частная жалоба — в процессуальном праве РФ жалоба на определение суда первой, апелляционной, кассационной или надзорной инстанции, либо единоличное постановление судьи. Является своего рода аналогом апелляции, но не окончательные, а на промежуточные судебные постановления. 
Термин «частный» означает, что жалоба приносится на судебные действия или решения по отдельному вопросу. Частная жалоба может быть принесена на постановление (определение): об отказе в возбуждении уголовного дела; об отказе в принятии искового заявления; о возбуждении дела, о приостановлении производства по делу; о наложении штрафа за нарушение порядка в судебном заседании и др.
Право принесения частной жалобы имеют все участники процесса и иные лица, в адрес которых. эти определения вынесены (например, лицо, по заявлению которого отказано в возбуждении уголовного дела, — ч. 4 ст. 148 УПК).
Частные жалобы подаются в порядке и в сроки, установленные для обжалования приговора, и рассматриваются апелляционной инстанцией (гл. 45.1 УПК).

## Частная жалоба в гражданском процессе
Частная жалоба также существует в гражданском процессуальном праве. Частная жалоба подается на определение суда— постановление суда, которое не оканчивает дело по существу. Для ее приемлемости, она должна соответствовать одному из следующих критериев:
1) Определение суда препятствует дальнейшему рассмотрению дела (например- отказ в принятии искового заявления или прекращение производства по делу) 
2) Возможность подачи частной жалобы установлена ГПК РФ (например, на отказ суда в проведении видеозаписи заседания)
Частная жалоба позволяет обжаловать конкретное процессуальное действие независимо от всего дела, а также заменяет апелляцию если дело не было рассмотрено по существу судом первой инстанции. Также может быть подана на определения судов высших инстанций, кроме тех, которые заканчивают рассмотрение дела. 
Если соответствующее обжалование совершает прокурор, то акт приносимый им называется частное представление, однако не смотря на название, является полным аналогом обычной частной жалобы. 
Частная жалоба по ГПК может быть подана в течение 15 дней с момента вынесения обжалуемого определения и может быть рассмотрена в течение 2 месяцев. Если определение обжалуется в ВС РФ, то срок на рассмотрение жалобы составляет 3 месяца. 
Порядок подачи частной жалобы(представления) полностью дублирует порядок подачи апелляционной жалобы.